# Første russiske antarktisekspedition 1819-21
Første russiske antarktisekspedition (russisk: Первая русская антарктическая экспедицици) var en sejlads foretaget af Fabian Gottlieb von Bellingshausen og Mikhail Lazarev fra 1819 til 1821 til det sydlige ocean for at bevise hypotesen om et sjette kontinent - Antarktis.

## Baggrund
I 1774 nåede James Cook under sin anden rejse 71 ° 10 'sydlig bredde, men det var ikke muligt at gå videre på grund af fast pakis. Cook konkluderede, at Antarktis enten var helt utilgængeligt for ethvert skib eller slet ikke eksisterede.
Den 12. april [O.S. 31 marts] 1819 skrev Krusenstern et brev om nødvendigheden af polarhavforskning til den russiske søfartsminister Marquis de Traversay. I dette brev foreslog Krusenstern to ekspeditioner med to skibe i hver, en til Nordpolen og en anden til Sydpolen. Og han mente, at ekspeditionen til Sydpolen var vigtigst: "Denne ekspedition skal udover sit hovedmål at udforske sydpolens lande kontrollere alle forkerte oplysninger om den sydlige halvdel af Stillehavet og udvide vores viden om dette, så at det kunne anerkendes som den endelige rejse til dette hav” (russisk: Сия экспедиция, кроме главной её цели - изведать страны Южного полюса, должна особенно иметь в предмете поверить все неверное в южной половине Великого океана и пополнить все находящиеся в оной недостатки, дабы она могла признана быть, так сказать, заключительным путешествием в сем море).

## Forberedelser
Krusenstern foreslog at udnævne kaptajn af 2. klasse Vasilij Golovnin som ekspeditionsleder, men Golovnin var på sin egen rundrejse på denne tid. Så blev Fabian Gottlieb von Bellingshausen (fregatkaptajn i Sortehavet) foreslået i stedet for ham. Men ministeriet havde udset Makar Ratmanov som leder af den første ekspedition. Imidlertid led Ratmanov, på vej fra Spanien, skibbrud i nærheden af Skagen og opholdt sig i København. Således blev Bellingshausen alligevel leder af Antarktis-ekspeditionen.
To krigsslupper blev brugt til ekspeditionen, "Mirny" og "Vostok". "Mirny" blev bygget efter planer fra to russiske ingeniører, Kolodkin (Russisk: Колодкин) og Kurepanov (Курепанов), og blev yderligere forstærket af Mikhail Lazarev.
"Vostok" blev bygget af britiske ingeniører, og på trods af Lazarevs bestræbelser var "Vostok" ikke så god til den antarktiske rejse som "Mirny". Skroget var for svagt til sejlads i polaris, og det måtte repareres og forstærkes flere gange under ekspeditionen. Mod slutningen af ekspeditionen var tilstanden for "Vostok" så slem, at Bellingshausen besluttede at indstille ekspeditionen og vende hjem en måned tidligere.
Både Bellingshausen og Lazarev klagede over valget af skibe, der havde medtaget to helt forskellige typer af fartøjer med forskellige maksimale hastigheder. Bellingshausen skrev: "enhver søofficer så uoverensstemmelsen mellem hastighederne for "Mirny" og "Vostok", og derfor, hvilke trængsler dette måtte medføre og hvor langsomt vi ville have været som følge heraf."

## Sejlads til Sydhavet
Den 16. juli [O.S. 4. juli] 1819 forlod ekspeditionen Kronstadt og den 14. november [O.S. 2. november] 1819 de nåede Rio de Janeiro. Fra Rio gik de mod syd og derefter omkring sydkysten af Sydgeorgien, der var blevet opdaget af James Cook. Fra denne ø gik ekspeditionen mod øst til det såkaldte Sandwich Land. Men dette land viste sig at være en arkipelag og blev omdøbt til South Sandwich Islands (Sydlige Sandwich-øer). Nogle af øerne i dette øhav, der blev opdaget af den første russiske antarktiske, blev navngivet efter ekspeditionsmedlemmer: Leskov Island efter løjtnant Arkady Leskov, Zavodovski Island efter løjtnantkommandør Ivan Zavadovsky og Torson Island efter Konstantin Torson. [6] Gruppen bestående af disse tre øer blev navngivet Traversay Islands, efter flådeminister Marquis de Traversay.

## Udforskning af Antarktis
Den 28. januar [O.S. 16 januar] 1820 opdagede ekspedition Antarktis, da man nærmede sig den på 69 ° 21 '28 "syd og 2 ° 14' 50" vest [7] (nu på Bellingshausen Ice Shelf nær Kronprinsesse Märtha Kyst). Den 2. februar [O.S. 21. januar] så ekspeditionsmedlemmer kystlinjen anden gang, og den 17-18 (5-6) februar kom skibene tæt på kysten i iskontinentet. Derefter gik ekspeditionen under Antarktis' vinter videre til Stillehavet og opdagede flere nye øer.
I januar 1821 rundede ekspeditionen Antarktis ved den vestlige halvkugle og gjorde flere geografiske opdagelser. De opdagede Peter I's Ø (men kunne ikke gå i land på øen på grund af isen) og Alexander Island. Derefter nåede ekspeditionen Sydshetlandsøerne, som for nylig var blevet opdaget af engelsk kaptajn William Smith og kortlagt det og gik der efter mod nordøst. Også den første russiske antarktisekspedition opdagede de Tre Brødreøer (nu Espland og O'Brien), Rozhnov Island (nu Gibbs Island), Mikhailov Island (nu Cornwallis Island), Mordvinov Island (Elephant Island) og Shishkov Island (nu Clarence Island).

## Hjemrejsen
Fra Sydshetlandsøerne tog ekspeditionen til Rio de Janeiro, og fra Rio rejste de gennem Atlanterhavet til Europa.
Efter en 751-dages rejse vendte "Vostok" og "Mirny" den 5. august [O.S. 24. juli] 1821 tilbage til Kronstadt, hvor kejser Alexander I modtog skibet.

## Resultater
Ekspeditionens vigtigste resultat var opdagelsen af det sjette kontinent, Antarktis og opdagelsen og kortlæggelsen af 29 øer. Ekspeditionen indsamlede en unik samling af videnskabeligt materiale (den er opbevaret på Kazan Universitet) og fremragende billeder af Antarktis' landskaber og dyreliv.